# Aire d'attraction de Guise
L'aire d'attraction de Guise est une aire d'attraction des Hauts-de-France, centrée sur la ville de Guise.
Elle est un zonage d'étude défini par l'Insee pour caractériser l'influence de la commune de Guise sur les communes environnantes. Publiée en octobre 2020, elle se substitue à l'aire urbaine de Guise, dont le dernier zonage remontait à 2010.

## Définition
L’aire d'attraction d'une ville est composée d'un pôle, défini à partir de critères de population et d’emploi ainsi que d’une couronne constituée des communes dont au moins 15 % des actifs travaillent dans le pôle. Le pôle d’attraction constitue ainsi un point de convergence des déplacements domicile-travail,.

## Type et composition
L'aire de Guise est une aire départementale qui comporte 21 communes. Guise en est la commune-centre.
Elle est catégorisée dans les aires de moins de 50 000 habitants, une catégorie qui regroupe 10,9 % de la population des Hauts-de-France et 12,2 % au niveau national.

### Carte

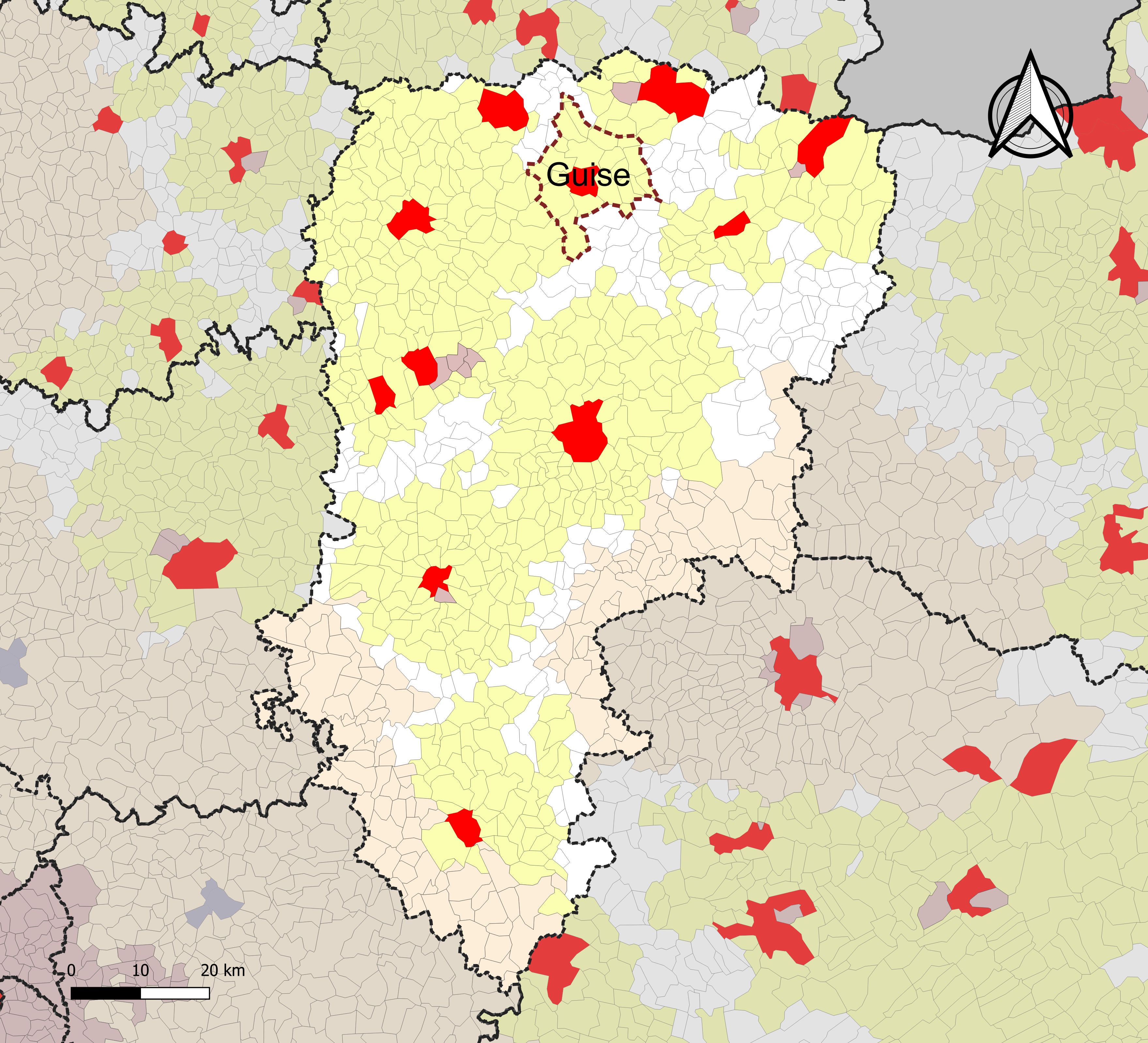
Carte de localisation l'aire d'attraction de Guise dans le département de l'Aisne.

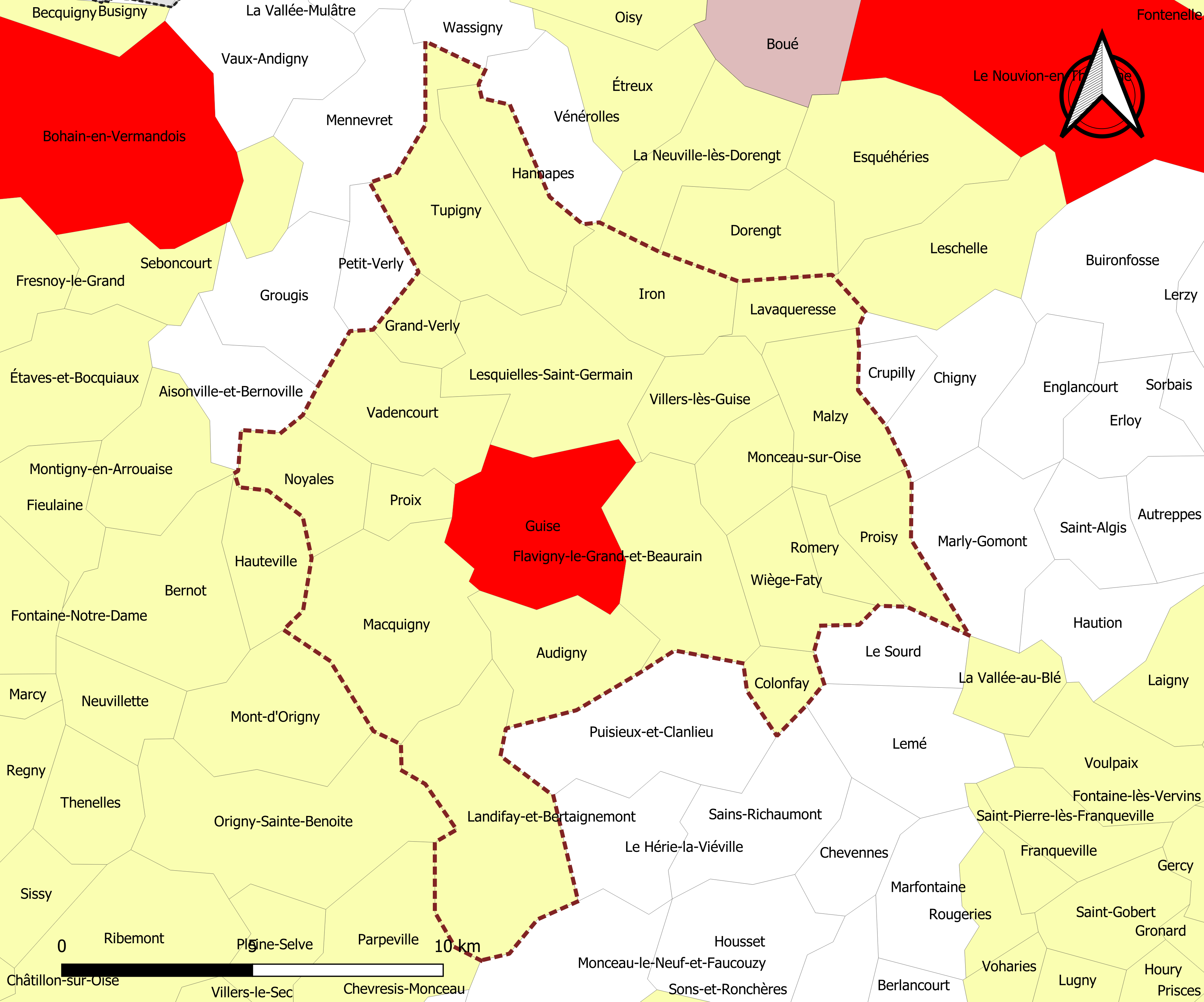
Carte de l'aire d'attraction de Guise.
Commune-centre
Commune du pôle principal
Commune de la couronne

### Composition communale
Les 21 communes de l'aire attractive de Guise et leur population municipale en 2022 : 
| Nom                           | Code Insee | Département | Statut                 | Superficie (km2) | Population (dernière pop. légale) | Densité (hab./km2) | Modifier                                    |
| ----------------------------- | ---------- | ----------- | ---------------------- | ---------------- | --------------------------------- | ------------------ | ------------------------------------------- |
| Guise (commune-centre)        | 02361      | Aisne       | commune-centre         | 16,13            | 4 510 (2022)                      | 280                | modifier les données · modifier les données |
| Audigny                       | 02035      | Aisne       | commune de la couronne | 10,73            | 282 (2022)                        | 26                 | modifier les données · modifier les données |
| Colonfay                      | 02206      | Aisne       | commune de la couronne | 3,29             | 72 (2022)                         | 22                 | modifier les données · modifier les données |
| Flavigny-le-Grand-et-Beaurain | 02313      | Aisne       | commune de la couronne | 13,63            | 438 (2022)                        | 32                 | modifier les données · modifier les données |
| Hannapes                      | 02366      | Aisne       | commune de la couronne | 9,16             | 327 (2022)                        | 36                 | modifier les données · modifier les données |
| Iron                          | 02386      | Aisne       | commune de la couronne | 9,51             | 219 (2022)                        | 23                 | modifier les données · modifier les données |
| Landifay-et-Bertaignemont     | 02403      | Aisne       | commune de la couronne | 19,60            | 248 (2022)                        | 13                 | modifier les données · modifier les données |
| Lavaqueresse                  | 02414      | Aisne       | commune de la couronne | 4,44             | 202 (2022)                        | 45                 | modifier les données · modifier les données |
| Lesquielles-Saint-Germain     | 02422      | Aisne       | commune de la couronne | 16,21            | 776 (2022)                        | 48                 | modifier les données · modifier les données |
| Macquigny                     | 02450      | Aisne       | commune de la couronne | 20,18            | 356 (2022)                        | 18                 | modifier les données · modifier les données |
| Malzy                         | 02455      | Aisne       | commune de la couronne | 10,30            | 181 (2022)                        | 18                 | modifier les données · modifier les données |
| Monceau-sur-Oise              | 02494      | Aisne       | commune de la couronne | 5,86             | 130 (2022)                        | 22                 | modifier les données · modifier les données |
| Noyales                       | 02563      | Aisne       | commune de la couronne | 7,18             | 142 (2022)                        | 20                 | modifier les données · modifier les données |
| Proisy                        | 02624      | Aisne       | commune de la couronne | 5,20             | 275 (2022)                        | 53                 | modifier les données · modifier les données |
| Proix                         | 02625      | Aisne       | commune de la couronne | 3,45             | 144 (2022)                        | 42                 | modifier les données · modifier les données |
| Romery                        | 02654      | Aisne       | commune de la couronne | 3,96             | 83 (2022)                         | 21                 | modifier les données · modifier les données |
| Tupigny                       | 02753      | Aisne       | commune de la couronne | 12,84            | 335 (2022)                        | 26                 | modifier les données · modifier les données |
| Vadencourt                    | 02757      | Aisne       | commune de la couronne | 12,24            | 511 (2022)                        | 42                 | modifier les données · modifier les données |
| Grand-Verly                   | 02783      | Aisne       | commune de la couronne | 3,80             | 134 (2022)                        | 35                 | modifier les données · modifier les données |
| Villers-lès-Guise             | 02814      | Aisne       | commune de la couronne | 8,06             | 160 (2022)                        | 20                 | modifier les données · modifier les données |
| Wiège-Faty                    | 02832      | Aisne       | commune de la couronne | 7,47             | 181 (2022)                        | 24                 | modifier les données · modifier les données |